# New York Jets 2002
La stagione 2002 dei New York Jets è stata la 33ª della franchigia nella National Football League, la 43ª complessiva. Dopo avere vinto solo due delle prime sette gare, la squadra si riprese terminando con un record di 9–7 e il primo titolo di division dal 1998. A questa svolta contribuì l'inserimento a metà stagione del quarterback Chad Pennington che ebbe un record parziale di 7-2 come titolare. Dopo una clamorosa vittoria per 41-0 nel primo turno di playoff contro gli Indianapolis Colts, i Jets furono eliminati dagli Oakland Raiders come l'anno precedente.

## Arrivi e partenze
| Mercato pre-stagionale         | Mercato pre-stagionale       |
| Arrivi                         | Partenze                     |
| ------------------------------ | ---------------------------- |
| P Matt Turk (Dolphins)         | P Tom Tupa (Buccaneers)      |
| CB Aaron Beasley (Jaguars)     | CB Aaron Glenn (Texans)      |
| G Dave Szott (Redskins)        | CB Marcus Coleman (Texans)   |
| DT Josh Evans (Titans)         | T Ryan Young (Texans)        |
| CB Donnie Abraham (Buccaneers) | DE Rick Lyle (Patriots)      |
| LB Sam Cowart (Bills)          | DT Shane Burton (Panthers)   |
| DT Larry Webster (Ravens)      | G Kerry Jenkins (Buccaneers) |
| FS Sam Garnes (Giants)         |                              |

## Scelte nel Draft 2002
| Scelte dei Jets nel Draft 2002 | Scelte dei Jets nel Draft 2002 | Scelte dei Jets nel Draft 2002 | Scelte dei Jets nel Draft 2002 | Scelte dei Jets nel Draft 2002 |
| Giro                           | Scelta                         | Giocatore                      | Ruolo                          | College                        |
| ------------------------------ | ------------------------------ | ------------------------------ | ------------------------------ | ------------------------------ |
| 1                              | 22                             | Bryan Thomas                   | Defensive end                  | UAB                            |
| 2                              | 57                             | Jon McGraw                     | Safety                         | Kansas State                   |
| 3                              | 88                             | Chris Baker                    | Tight end                      | Michigan State                 |
| 4                              | 121                            | Alan Harper                    | Defensive tackle               | Fresno State                   |
| 5                              | 154                            | Jonathan Goodwin               | Guardia                        | Michigan                       |

## Roster
| Roster dei New York Jets nel 2002 |
| --- |
| Quarterback - 10 Chad Pennington - -- Todd Husak Running Back - 20 Richie Anderson FB - 34 LaMont Jordan - 28 Curtis Martin - 26 Chad Morton - 33 Jerald Sowell FB Wide Receiver - 80 Wayne Chrebet - 87 Laveranues Coles - 83 Santana Moss - 82 Kevin Swayne Tight End - 86 Chris Baker - 88 Anthony Becht - 85 James Dearth Offensive Linemen - 69 Jason Fabini T - 78 Jonathan Goodwin G - 63 J.P. Machado G - 68 Kevin Mawae C - 67 Kareem McKenzie T - 60 Dennis O'Sullivan C - 77 Randy Thomas G Defensive Linemen - 94 John Abraham DE - 92 Shaun Ellis DE - 91 Josh Evans DT - 72 Jason Ferguson DT - 97 Giradie Mercer DT - 93 JJames Reed DT - 99 Bryan Thomas DE - 75 Larry Webster DT Linebacker - 53 Khary Campbell OLB - 56 Sam Cowart - 51 James Darling - 55 Marvin Jones - 57 Mo Lewis Defensive Back - 29 Donnie Abraham CB - 21 Aaron Beasley CB - 39 Andrew Davison CB - 42 Sam Garnes SS - 25 Nick Ferguson FS - 23 Jamie Henderson - 38 Jon McGraw FS - 24 Ray Mickens CB - 22 Damien Robinson FS Special Team - 9 John Hall K - 1 Matt Turk P Lista delle riserve - 79 Dave Szott G (IR) - 16 Vinny Testaverde QB (IR) |
| Legenda - I rookie sono in corsivo. - Il primo ruolo è il principale mentre gli eventuali successivi indicano i ruoli secondari. - (IR) sta per Injured Reserve ed indica la lista ristretta per un solo giocatore infortunato che può tornare ad allenarsi dopo la settimana 6 e a rientrare in prima squadra dopo che questa ha giocato 8 partite. - (NF-Inj.) / (NF-Ill.) stanno rispettivamente per Non-Football Injured e Non-Football Illness ed indicano le liste dove viene inserito un giocatore che ha un infortunio o una malattia non dipendente dal football americano. - (PUP) sta per Physically Unable to Perform ed indica la lista dove viene inserito un giocatore mentre è in attesa di recuperare la condizione fisica. Nella stagione regolare dopo la sesta partita giocata dalla propria squadra, il giocatore ha tempo tre settimane per riprendere ad allenarsi, più tre settimane aggiuntive dal suo rientro agli allenamenti per rientrare in prima squadra. |

## Calendario
| Stagione regolare | Stagione regolare       | Stagione regolare  | Stagione regolare           | Stagione regolare  | Stagione regolare  |                    |
| Turno             | Avversario              | Risultato          | Stadio                      | TV                 | Ora                |                    |
| ----------------- | ----------------------- | ------------------ | --------------------------- | ------------------ | ------------------ | ------------------ |
| 1                 | at Buffalo Bills        | V 37–31 (dts)      | Ralph Wilson Stadium        | CBS                | 1:00pm             |                    |
| 2                 | New England Patriots    | S 44–7             | Giants Stadium              | CBS                | 1:00pm             |                    |
| 3                 | at Miami Dolphins       | S 30–3             | Pro Player Stadium          | CBS                | 1:00pm             |                    |
| 4                 | at Jacksonville Jaguars | S 28–3             | Alltel Stadium              | CBS                | 1:00pm             |                    |
| 5                 | Kansas City Chiefs      | S 29–25            | Giants Stadium              | CBS                | 4:15pm             |                    |
| 6                 | Settimana di pausa      | Settimana di pausa | Settimana di pausa          | Settimana di pausa | Settimana di pausa | Settimana di pausa |
| 7                 | Minnesota Vikings       | V 20–7             | Giants Stadium              | FOX                | 1:00pm             |                    |
| 8                 | Cleveland Browns        | S 24–21            | Giants Stadium              | CBS                | 1:00pm             |                    |
| 9                 | at San Diego Chargers   | V 44–13            | Qualcomm Stadium            | CBS                | 4:15pm             |                    |
| 10                | Miami Dolphins          | V 13–10            | Giants Stadium              | ESPN               | 8:30pm             |                    |
| 11                | at Detroit Lions        | V 31–14            | Ford Field                  | CBS                | 4:15pm             |                    |
| 12                | Buffalo Bills           | V 31–13            | Giants Stadium              | CBS                | 1:00pm             |                    |
| 13                | at Oakland Raiders      | S 26–20            | Network Associates Coliseum | ABC                | 9:00pm             |                    |
| 14                | Denver Broncos          | V 19–13            | Giants Stadium              | CBS                | 4:15pm             |                    |
| 15                | at Chicago Bears        | S 20–13            | Memorial Stadium            | CBS                | 1:00pm             |                    |
| 16                | at New England Patriots | V 30–17            | Gillette Stadium            | ESPN               | 8:30pm             |                    |
| 17                | Green Bay Packers       | V 42–17            | Giants Stadium              | FOX                | 4:15pm             |                    |

### Playoff
| Playoff | Playoff         | Playoff            | Playoff   | Playoff                     |
| Turno   | Data            | Avversario         | Risultato | Stadio                      |
| ------- | --------------- | ------------------ | --------- | --------------------------- |
| WC      | 4 gennaio, 2003 | Indianapolis Colts | V 41–0    | The Meadowlands             |
| Div     | 12 gennaio 2003 | at Oakland Raiders | S 30–10   | Network Associates Coliseum |

## Classifiche
| AFC East             | AFC East | AFC East | AFC East | AFC East | AFC East | AFC East | AFC East | AFC East | AFC East |
|                      | V        | S        | P        | %        | DIV      | CONF     | PF       | PS       | STR      |
| -------------------- | -------- | -------- | -------- | -------- | -------- | -------- | -------- | -------- | -------- |
| (4) New York Jets    | 9        | 7        | 0        | .563     | 4–2      | 6–6      | 359      | 336      | V2       |
| New England Patriots | 9        | 7        | 0        | .563     | 4–2      | 6–6      | 381      | 346      | V1       |
| Miami Dolphins       | 9        | 7        | 0        | .563     | 2–4      | 7–5      | 378      | 301      | S2       |
| Buffalo Bills        | 8        | 8        | 0        | .500     | 2–4      | 5–7      | 379      | 397      | V1       |